# لطيف شندل
لطيف شندل عيسى (مواليد 1 يوليو 1938) هو حارس مرمى عراقي سابق لعب مع منتخب العراق بين عامي 1964 و 1968. لعب في كأس الأمم العربية 1964. قضى 15 عاماً بخدمة الكرة العراقية حارساً لشباك المنتخب الوطني والعسكري والأولمبي ونادي الشرطة قبل أن يعتزل اللعب عام 1975 لينتقل إلى عالم التدريب، ومن أبرز من تدرب على يديه حارس المرمى رعد حمودي وعماد هاشم وإبراهيم سالم ووصفي جبار.